# Hemsleya macrocarpa
Hemsleya macrocarpa är en gurkväxtart som först beskrevs av Célestin Alfred Cogniaux, och fick sitt nu gällande namn av Cheng Yih Wu och Charles Jeffrey. Hemsleya macrocarpa ingår i släktet Hemsleya och familjen gurkväxter.

## Underarter
Arten delas in i följande underarter:
- H. m. clavata
- H. m. grandiflora